# Krištof 06
Krištof 06 (také Krištof 6, dříve Krištof 14, česky Kryštof 14) je volací znak a všeobecně rozšířené označení vrtulníku a základny letecké záchranné služby v Žilinském kraji na Slovensku. Letecká záchranná služba byla v Žilině poprvé do provozu uvedena 1. července 1991. Jednalo se o čtrnáctou stanici letecké záchranné služby na území Československa, která byla uvedena do provozu. Prvním provozovatelem byl státní podnik Slov-Air, který pro potřeby letecké záchranné služby používal sovětské vrtulníky Mil Mi-2. V roce 1992 se změnil provozovatelem, nově zajišťovala provoz společnost BEL AIR. V roce 1997 převzala provoz společnost Regional Heli Service, která používala vrtulníky Mil Mi-2 a Bell 206. V současné době je provozovatelem základny a vrtulníku společnost Air - Transport Europe (ATE), která leteckou záchrannou službu zajišťuje jako nestátní zdravotnické zařízení. Společnost ATE převzala provoz této stanice 9. listopadu 2009. Pro provoz letecké záchranné služby používá moderní dvoumotorové vrtulníky Agusta A109K2. Provoz stanice je nepřetržitý.
Při vzniku stanice v roce 1991 nesl vrtulník volací znak Krištof 14 (česky Kryštof 14). Poté, co společnost ATE převzala provoz letecké záchranné služby na všech stanicích na Slovensku, se volací znak změnil na Krištof 06.